# 亞洛韋
48°46′1″N 23°2′23″E / 48.76694°N 23.03972°E
亞洛韋（烏克蘭語：Ялове），是烏克蘭西部的村莊，隸屬外喀爾巴阡州的穆卡切沃區。該村面積0.67平方公里，海拔高度548米，2001年人口278，人口密度每平方公里413.08人。